# Kenneth Alwyn
Kenneth Alwyn Wetherell (Croydon, 28 de julio de 1925-West Chiltington; Reino Unido, 11 de diciembre de 2020) fue un director de orquesta, compositor y escritor británico. Descrito por BBC Radio 3 como «uno de los grandes directores musicales británicos», Alwyn era conocido por sus muchas grabaciones, incluso con la Orquesta Sinfónica de Londres en la primera grabación estereofónica de Decca de la Obertura 1812 de Chaikovski. También fue conocido por su larga asociación con el programa de música orquestal en vivo de BBC Radio 2, Friday Night is Music Night, apareciendo durante treinta años como director y presentador, al igual que por su contribución al teatro musical británico como un prolífico director musical en la década de 1950 y 1960. Fue miembro de la Royal Academy of Music y se casó con la actriz Mary Law en 1960. Su sitio web y el primer volumen de sus memorias, A Baton in the Ballet and Other Places, se publicaron en 2015. «¿Alguien está mirando el segundo volumen?» fue publicado en 2017. Un Libro del Recuerdo se abrió en su sitio web en diciembre de 2020.

## Primeros años
Alwyn nació en Croydon, Inglaterra y asistió a la Escuela Central de Niños John Ruskin. Después de servir en tiempos de guerra con la Real Fuerza Aérea británica, Alwyn se unió a la Royal Academy of Music (1947-1951), donde estudió canto, viola y órgano (con CH Trevor) y ganó el premio Manns Memorial de dirección en 1952. Fue Sub-Profesor de Órgano y Entrenador de Ópera, así como fundador de la Coral RAM Madrigal.
Después de un período trabajando con Radio Television Malaysia en Singapur y haber sido director de la Royal Wellington Choral Union en Wellington, Nueva Zelanda, en 1952, Alwyn regresó a Inglaterra.
A su regreso, Alwyn se unió al Sadler's Wells Theatre Ballet (ahora nombrado Birmingham Royal Ballet) como director. En 1957, se trasladó al Royal Ballet en la Royal Opera House donde compartió la tribuna con Malcolm Sargent, Ernest Ansermet, Arthur Bliss, William Walton, Hans Werner Henze y Benjamin Britten, de quienes tomó la producción original de Britten de El príncipe de las pagodas. Recibió su estreno el 1 de enero de 1957. Alwyn también se desempeñó como director musical del Western Theatre Ballet (ahora conocido como Scottish Ballet) de 1967 a 1969.
Alwyn realizó numerosas giras por Europa, América del Norte, Sudáfrica y el Lejano Oriente. en tanto director principal de la Orquesta Sinfónica de Yomiuri Nippon en la década de 1960. Asimismo, dirigió la primera interpretación en Japón de Los Planetas de Gustav Holst y presentó otras obras británicas al público japonés.

## Carrera de radio y televisión de la BBC
En 1958, la BBC lo invitó a dirigir la BBC Concert Orchestra, lo que marcó el comienzo de una larga asociación entre Alwyn y la BBC como director y presentador de programas como Friday Night is Music Night. Alwyn trabajó con todas las orquestas de la BBC, sirviendo como director asociado de la BBC Concert Orchestra y, desde 1969, como director principal de la BBC Northern Ireland Orchestra (ahora conocida como Ulster Orchestra). También formó parte del Comité Asesor de Música de la BBC.
Alwyn presentó la serie de televisión de la BBC, The Orchestra, dirigida por la Royal Philharmonic Orchestra. La serie culminó con una presentación de Let's Make an Opera de Benjamin Britten y fue parte de un movimiento educativo pionero, dirigido por John Hosier para enseñar música en las escuelas a través de la televisión. También presentó un documental de la BBC, Omnibus, sobre la música de Chaikovski; dirigido por Sir John Drummond.
La amistad de Alwyn con el comediante Dudley Moore llevó a una colaboración para la última gira de conciertos de Moore en el Reino Unido en marzo de 1992. Alwyn dirigió la BBC Concert Orchestra para una serie de actuaciones con Moore al piano. Estos incluyeron una serie de conciertos en el Royal Albert Hall de Londres, transmitidos en vivo por BBC Radio 4 y luego publicados en CD con el título Live from an Aircraft Hangar (Martine Avenue Productions, Inc. 2001). La música de la gira de Moore en 1992 con Alwyn también apareció en un programa de BBC Radio 2 que celebra los 60 años de la BBC Concert Orchestra, transmitido el 2 de marzo de 2012. La amistad y las representaciones teatrales de Alwyn con otro cómico británico popular, Bob Monkhouse, se relatan en la autobiografía de Monkhouse Crying with Laughter: My Life Story.

## Carrera teatral
Para conmemorar su cumpleaños 80, Alwyn fue entrevistado por Edward Seckerson para el programa Stage and Screen de BBC Radio 3, transmitido el 21 de noviembre de 2005. Las notas del programa registran que "la carrera de Alwyn ha abarcado muchos de los aspectos más destacados del teatro musical británico de posguerra". Trabajando frecuentemente con Gordon Langford como orquestador, Alwyn se desempeñó como director musical para los estrenos de muchos musicales británicos originales y de Broadway, incluidas las siguientes producciones:
- The Crooked Mile ( Cambridge Theatre, Londres, 1959) protagonizada por Millicent Martin y Elisabeth Welch.
- The Most Happy Fella ( London Coliseum, 1959) protagonizada por Inia Te Wiata, Helena Scott y Art Lund.[13]
- HMS Pinafore ( Her Majesty's Theatre, 1962) dirigida por Sir Tyrone Guthrie.
- Los piratas de Penzance (Her Majesty's Theatre, 1962) dirigida por Sir Tyrone Guthrie.
- Half a Sixpence (Cambridge Theatre, Londres, 1963) protagonizada por Tommy Steele, Marti Webb y James Grout.
- Camelot ( Theatre Royal, Drury Lane, Londres, 1964) protagonizada por Laurence Harvey y Elizabeth Larner.
- Charlie Girl ( Adelphi Theatre, Londres, 1965) protagonizada por Derek Nimmo, Gerry Marsden y Anna Neagle.
- Jorrocks ( New London Theatre, 1966) protagonizada por Joss Ackland y Cheryl Kennedy.

Alwyn hizo grabaciones de elenco originales de todos los programas anteriores y también hizo grabaciones de elenco de estudio (completas y/o destacados) de los siguientes musicales:
- ¡Oliver! (1960) con Ian Carmichael.
- Bitter Sweet (1961) con Susan Hampshire y Adele Leigh.
- Kismet (1961) con Elizabeth Harwood.
- Chicos y muñecas (1962) con Adele Leigh.
- West Side Story (1962) con Adele Leigh.
- Carmen Jones (1962) con Grace Bumbry y Elisabeth Welch.[14]
- Porgy y Bess (1964) con Lawrence Winters e Isabelle Lucas.
- Glamorous Night / Careless Rapture (1969, reeditado en 2005) con John Stoddart y Patricia Johnson.[15]
- Gilbert & Sullivan Overtures (1963, reeditado en 2005) con la Royal Philharmonic Orchestra.[16]
- Gilbert & Sullivan: Valerie Masterson y Robert Tear cantan Gilbert & Sullivan (1983) con la Bournemouth Sinfonietta.[17]
- The Most Happy Fella (2007) con Brian Blessed.
- Carrusel (2007) con Mandy Patinkin.

Alwyn se desempeñó como director musical de una producción de la pantomima Dick Whittington and His Cat en el Bristol Old Vic Theatre en 1955 protagonizada por Peter O'Toole. En reconocimiento a su contribución al mundo del teatro musical británico, Alwyn y la Alwyn Concert Orchestra fueron invitados a actuar en el funeral de Noël Coward, que se celebró en la Abadía de Westminster el 28 de marzo de 1984, en presencia de la Reina Isabel Madre.

## Carrera orquestal
La carrera de grabación orquestal de Alwyn se remonta a 1958, cuando grabó la Obertura 1812 de Chaikovski para Decca Records con la Orquesta Sinfónica de Londres y la Band of the Grenadier Guards, que ha sido revisada y aclamada por la crítica muchas veces a lo largo de los años en la revista Gramophone y fue elegido como uno de sus discos del año (1958 Gramophone Critics 'Choice ). La grabación presentaba disparos ralentizados para imitar el fuego de cañón. Se ha mantenido como un pilar del catálogo clásico y fue reeditado por Decca en 2012. Otras grabaciones notables incluyen Wedding Bouquet de Lord Berners con el RTÉ Chamber Choir y Sinfonietta (1996 Gramophone Critics 'Choice ).
Discografía seleccionada:
- Richard Addinsell: Concierto de Varsovia/Baño Hubert: Cornish Rhapsody / Miklós Rózsa: Spellbound Concerto / Charles Williams: The Dream of Olwen / George Gershwin: Rhapsody in Blue con Daniel Adni y la Orquesta Sinfónica de Bournemouth (EMI 1980, 1988, reeditado en 2006 ).[23]
- Paul Ben-Haim: Sinfonía n. ° 1 con la Royal Philharmonic Orchestra (CBS).
- Ben-Haim: Sinfonía n.º 2, Op. 36 / Concierto para cuerdas, op. 40 con la Royal Philharmonic Orchestra (Nimbus Records para Jerusalem Records / Stradivari Classics, grabados en 1962 y 1967, publicados en 1984).[24]
- Lord Berners: Ramo de Bodas / Luna Park / Marzo con el Coro de Cámara RTÉ y Sinfonietta (Marco Polo 1996).
- Jeremiah Clarke: Trumpet Voluntary with the Trumpeters of Kneller Hall, the Royal Military School y London Symphony Orchestra, grabado en el Concierto de Apertura del Festival de Aldeburgh en 1953 en el que Benjamin Britten e Imogen Holst también dirigieron obras que aparecen en la misma grabación (Decca 1962, reeditado por Decca Eloquence).
- Samuel Coleridge-Taylor: banquete de bodas de Hiawatha con Anthony Rolfe-Johnson, el coro sinfónico de Bournemouth y la orquesta sinfónica de Bournemouth (EMI 1984 y 2005).[25]
- Coleridge-Taylor: The Song of Hiawatha / Variaciones sinfónicas en un aire africano con Bryn Terfel, Helen Field y la Ópera Nacional Galesa (Decca 1991, 1998 y 2002).[26]
- George Gershwin: Rhapsody in Blue / An American in Paris / Concierto para piano en fa con Malcolm Binns y la Sinfonia of London Orchestra (EMI 1966).[27]
- Edvard Grieg: Peer Gynt - Suite No. 1 / Rossini : Overtures with the London Philharmonic Orchestra y New Symphony Orchestra of London (reeditado por DECCA Eloquence 2012).
- Pyotr Ilyich Chaikovski: 1812 Overture / Capriccio italien / Marche Slave / Swan Lake con la London Symphony Orchestra y la London Philharmonic Orchestra (Decca 1958, Decca Ace of Diamonds 1965, Decca 2008, Decca Eloquence 2012).

## Carrera como grabador
La grabación de Alwyn de The Ladykillers: Music from Those Glorious Ealing Films con el Royal Ballet Sinfonia ganó el premio Gramophone de 1998  a la mejor grabación musical de una película, y se eligió una selección de la música cinematográfica de Richard Addinsell titulada, British Light Music, con la BBC Concert Orchestra como récord del año por la revista Gramophone (1995 Gramophone Critics 'Choice ). Una colección de temas principales y extractos de bandas sonoras de películas famosas, incluyendo The Last of the Mohicans, The English Patient y Sense and Sensibility también fue seleccionada como grabación del año por la revista en 1998. El gran interés de Alwyn en la música de cine de todos los géneros lo ha llevado a volver a grabar muchas bandas sonoras de películas populares, incluida La novia de Frankenstein, por la que recibió una aclamación especial: "Modelada por Kenneth Alwyn con un admirable sentimiento por el estilo puro de la música, y adornado con una grabación ajustada y brillante que le da a la orquesta un auténtico sonido de estudio de cine, esta podría ser casi la banda sonora original de la película en el vestuario digital moderno ".
Discografía seleccionada:
- Addinsell: British Light Music: Adiós, Mr. Chips / A Tale of Two Cities / Fire Over England / Tom Brown's Schooldays / El príncipe y la corista / Festival with the BBC Concert Orchestra (Marco Polo 1995).
- Addinsell: Música de Richard Addinsell, incluido el Concierto de Varsovia con el Royal Ballet Sinfonia ( ASV 1997 y Decca 2010).
- Addinsell: Música de cine con Peter Lawson y el Royal Ballet Sinfonia (ASV 1997).[32]
- Auric y otros: The Ladykillers: Music from Those Glorious Ealing Films con el Royal Ballet Sinfonia (Silva 1997).
- Bax y Arnold : Música para películas: Oliver Twist / Malta GC / The Sound Barrier: Rhapsody for Orchestra, Op.38 con la Royal Philharmonic Orchestra (CNR 1989, reeditado ASV 1993).[33]
- Newman: Man of Galilee: The Essential Alfred Newman Film Music Collection (Silva America 2001).
- Rozsa: Ben-Hur: The Essential Miklos Rozsa con la Orquesta Filarmónica de la Ciudad de Praga (Silva Screen 1996, Silva America 2000).[34]
- Morricone: Once Upon a Time: The Essential Ennio Morricone Film Music Collection (Silva America 2004).
- Schurmann y otros: ¡Horror! con la Orquesta Filarmónica de Westminster (Silva Screen, 1996).[35]
- Steiner: El halcón y la flecha: Música clásica de cine con la Orquesta Filarmónica de la Ciudad de Praga (Silva Screen 1998).[36]
- Steiner: Lo que el viento se llevó: el clásico Max Steiner (Silva America 1994 y 2001).[37]
- Steiner y otros: Cinema Century (Silva Screen 1999).
- Vaughan Williams : Coastal Command / Bliss : Conquest of the Air / Schurmann: Attack &amp; Celebration / Easdale: The Red Shoes con la Philharmonia Orchestra (Silva America 1993).[38]
- Waxman : The Bride of Frankenstein / The Invisible Ray con la Orquesta Filarmónica de Westminster (Silva America 1993).
- Young : The Quiet Man con la Dublin Screen Orchestra (Silva Screen Records 1995).
- Varios: Lo mejor de la música ligera británica con la BBC Concert Orchestra y otros (Naxos 2007).[39]
- Varios: Romances clásicos del cine con la Orquesta Filarmónica de la Ciudad de Praga (Silva Classics 1998).

## Carrera como compositor
Alwyn compuso música y texto para la gira de la BBC de la Batalla de Gran Bretaña por Norteamérica para conmemorar el 50 aniversario de la batalla en 1990. Sus composiciones para la gira incluyen, Fighter Command 1940, que se aparece en el álbum, A Tribute to the Few (Polyphonic 1990), con Massed Bands of the Royal Air Force. Se dice que refleja su propia experiencia de vuelo y se ha descrito como "un panorama musical de esos días en tiempo de marcha". La misma se ha convertido en una marcha ceremonial estándar de la Royal Air Force y se toca en los recorridos de apertura de la Royal Air Force que conmemoran los aniversarios de la Batalla de Gran Bretaña.
Alwyn ideó y dirigió un concierto de gala en ayuda del Imperial Cancer Research Fund (ahora una organización benéfica constituyente de Cancer Research UK) para el Festival del Día de San Jorge de 1993, para el cual escribió gran parte de la música original con la BBC Concert Orchestra, The Royal Artillery Band, St George's Singers, St George's Festival Choir y Wells Cathedral Junior School Choir. Protagonizada por Peter Vaughan como St George, fue transmitida desde el Royal Albert Hall en BBC Radio 2.
Alwyn ideó y dirigió un concierto de la BBC para conmemorar el 50 aniversario del Día D el 6 de junio de 1994, para el cual escribió una descripción musical del Día D llamada Echoes, presentada por Raymond Baxter. El concierto de la BBC Concert Orchestra se transmitió en vivo desde Portsmouth y posteriormente se lanzó en CD como D-Day: The Fiftieth Anniversary Musical Tribute (Inicio de 2010).
Otras composiciones de Alwyn incluyen Concert March: The Young Grenadier, que dedicó a SM The Queen. Fue interpretado por las Massed Bands of the Brigade of Guards en el Trooping the Colour en 1991 y está incluido en el álbum, The Music of the Grenadier Guards (SRC 2006). El título de la obra hace referencia a una famosa fotografía de una joven princesa Isabel con un gorro de granadero en el momento en que se convirtió en coronel del regimiento en 1942. Alwyn también compuso un escenario del poema Juventud y Cupido de la reina Isabel I para una actuación de gala real en el Teatro del Festival de Chichester para conmemorar el Jubileo de Plata de Su Majestad la Reina en junio de 1977.
Escribió la música y la letra de varias canciones cómicas para el álbum Wallace's New Zoo del cantante Ian Wallace, lanzado en 1965, que incluye, The Gorilla, (reeditado como parte de The Best of Ian Wallace, EMI 1994). De igual modo, ha escrito cuentos y poemas para niños. Alwyn también compuso la canción, Liverpool, para Gerry Marsden (más tarde de Gerry and the Pacemakers), lanzada en 1968.
Alwyn compuso la melodía del tema de la serie de LWT Affairs of the Heart (1974-1975), un conjunto de adaptaciones de las historias de Henry James y también recibió el encargo de escribir la música para la adaptación televisiva de Sir John Mortimer, A Choice of Kings, que conmemoró el 900 aniversario de la Batalla de Hastings.